# Hydrolaza estru cholesterolowego
Hydrolaza estru cholesterolowego – enzym z grupy hydrolaz biorący udział w metabolizmie cholesterolu. Przeprowadza on hydrolizę estrów cholesterolu. Związki te, zbudowane z cholesterolu połączonego przez grupę hydroksylową przy 3. atomie węgla z resztą acylową pochodzącą zwykle od kwasu tłuszczowego, powstały zazwyczaj dzięki ACAT albo LCAT. Ich rozpad prowadzi od odtworzenia cholesterolu i wyjściowego kwasu tłuszczowego.